# Wietzesee
Der Wietzesee (auch als Hastrasee bezeichnet) ist ein 29 ha großer Baggersee bei Langenhagen in der Region Hannover. Er liegt zwischen dem Ortsteil Krähenwinkel und Isernhagen im Landschaftsschutzgebiet Wietzetal.
Der See wird vom Fischereiverein Hannover zum Angeln genutzt und als Gewässer mit gutem Bestand an Hecht und Karpfen beschrieben. Das Baden im Wietzesee ist offiziell verboten, allerdings wird im Sommer ein so starker Badebetrieb beobachtet, dass der See als schwierig zu beangeln gilt.

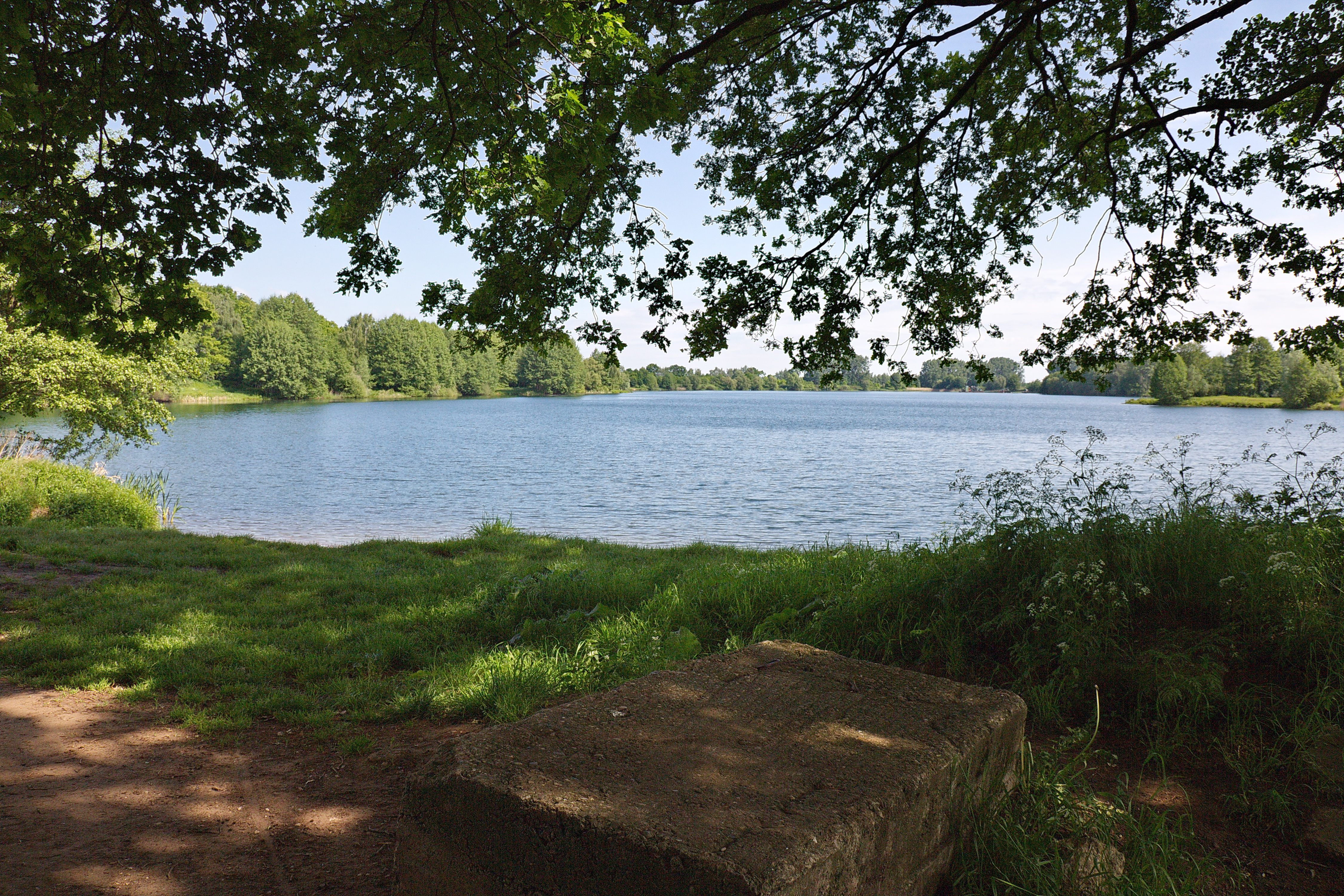
Wietzesee
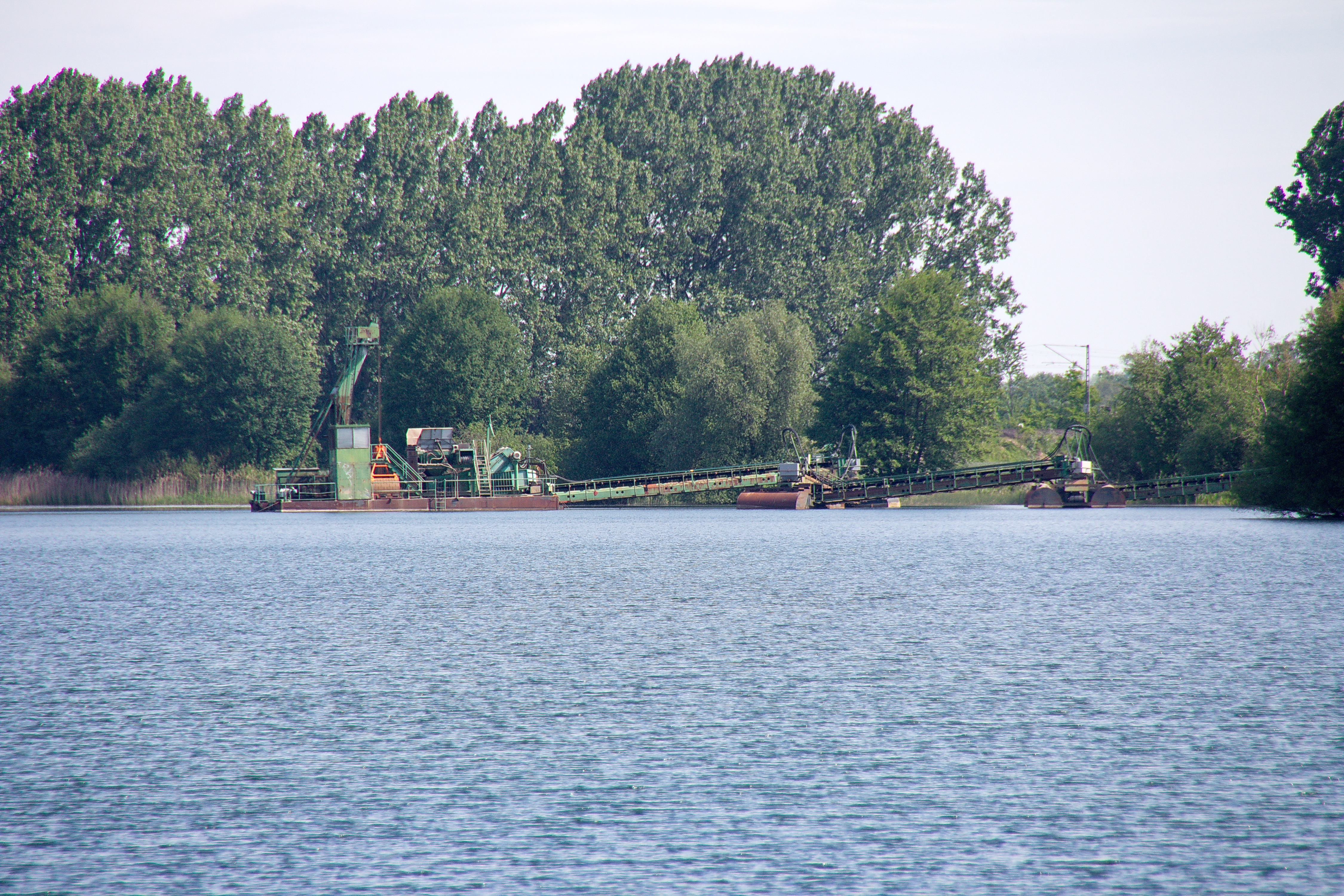
Kiesbaggeranlage
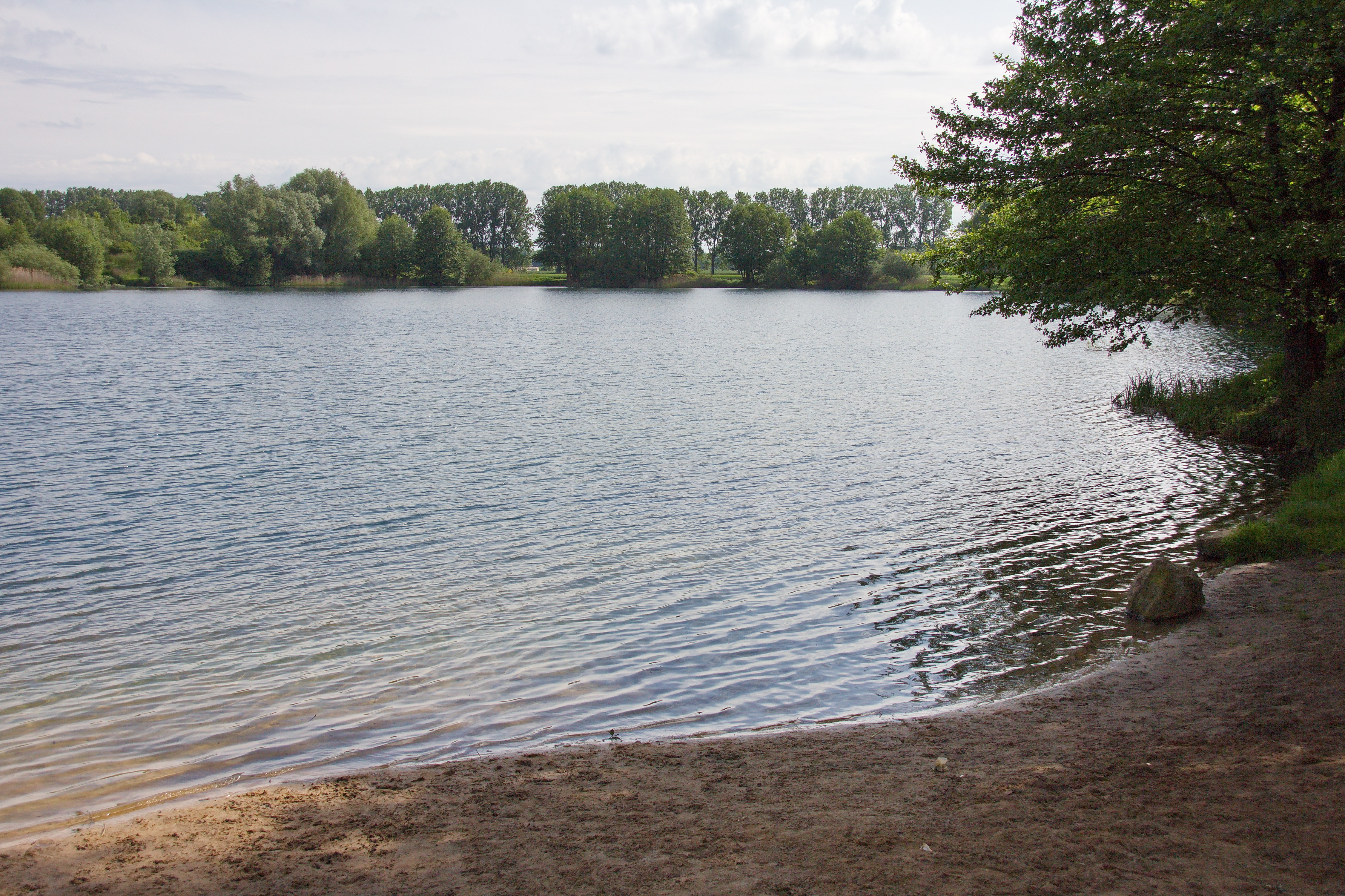
Südufer